# Ingvar Persson (serieskapare)
Ingvar Elov Persson, född 23 juli 1930 i Hofors, Gästrikland död 16 november 2015 i Torsåker, Gästrikland, var en svensk serietecknare. Han är son till Elov Persson.

## Arbete och karriär
Ingvar Persson kom från en familj av serietecknare. Hans far Elov Persson skapade serierna Kronblom (1927) och Agust (1928). Ingvars barn, Lasse Persson och Bia Melin har fört arvet vidare. Ingvar Perssons bror, Gunnar Persson, och brorson Jonas Persson, är också serietecknare. Ingvar Persson tog 1970 över serien Agust från sin far, som han skrev och tecknade tills 1997, när han lämnade ansvaret för Agust vidare till sin dotter Bia Melin.
Ingvar Persson har även tecknat sin egen skapelse Frid och Fröjd sedan 1974, som tecknades för tidskriften Jaktmarker och fiskevatten. Ingvar fortsatte att teckna Frid och Fröjd fram tills 2014.
Efter debut med jaktskildringar skrev Persson flera romaner med historisk miljö från Torsåkersbygden men också flera folklivsskildringar från nutid, till exempel Ingenting att bråka om Johansson (1978). Persson gav ut sin första roman, Södergök 1976 och har även skrivit för Torsåkers amatörteater, inklusive en föreställning om Kronblom.